# Giglovce
Giglovce este o comună slovacă, aflată în districtul Vranov nad Topľou din regiunea Prešov, pe malul râului Oľka, river⁠(d). Localitatea se află la altitudinea de 150 m deasupra n.m., se întinde pe o suprafață de 4,03 km2 și în 2017 număra 136 de locuitori.

## Istoric
Localitatea Giglovce este atestată documentar din 1408.

## Demografie
| An:                | 1994 | 2004    | 2014    | 2024    |
| ------------------ | ---- | ------- | ------- | ------- |
| Număr de persoane: | 189  | 170     | 145     | 130     |
| Diferență:         |      | −10,05% | −14,70% | −10,34% |

| An:                | 2023 | 2024   |
| ------------------ | ---- | ------ |
| Număr de persoane: | 134  | 130    |
| Diferență:         |      | −2,98% |